# Slilet
 (signalé en mai 2025).
Si vous disposez d'ouvrages ou d'articles de référence ou si vous connaissez des sites web de qualité traitant du thème abordé ici, merci de compléter l'article en donnant les références utiles à sa vérifiabilité et en les liant à la section « Notes et références ».
- Archive Wikiwix
- Bing
- Cairn
- DuckDuckGo
- E. Universalis
- Gallica
- Google
- G. Books
- G. News
- G. Scholar
- Persée
- Qwant
- (zh) Baidu
- (ru) Yandex
- (wd) trouver des œuvres sur Wikidata

Les slilet ou slilet el fekia sont une pâtisserie algérienne à base de pâte brisée fourré aux amandes parfumée au zeste de citron et à l'eau de fleur d'oranger[réf. nécessaire]. Elle présente un aspect visuel très élaboré avec souvent de faux fruits comestibles en pâte d'amande et colorant.[réf. nécessaire]

## Étymologie
Comme son nom l'indique en arabe algérien, cette pâtisserie signifie « corbeille » ou « corbeille aux fruits ».[réf. nécessaire]